# Schefflera exaltata
Schefflera exaltata là một loài thực vật có hoa trong Họ Cuồng cuồng. Loài này được (Thwaites) Frodin miêu tả khoa học đầu tiên năm 1996.